# 한태희 (바둑 기사)
한태희(韓態熙, 1993년 9월 17일 ~ )는 대한민국의 바둑 기사이다. 현재 대한민국 해군 신병 672기로 복무 중이다.

## 약력
2010년 제126회 입단대회를 통해 입단하였고 제2회 비씨카드배 32강에서 이창호 9단에게 96수만에 백불계승을 거두었다. 2011년 제3회 비씨카드배 통합예선을 통과했으며, 2012년 제4회 BC카드배 본선64강과 2013년 제41기 명인전 본선16강에 올랐다. 2014년 제19기 천원전 8강에 진출했다. 2014년 4단을 거쳐 2015년 9월에 5단으로 승단하였고 렛츠런파크배 본선에 올랐다. 2017년 1월, 6단으로 승단했고 제4회 오카게배에서 준우승을 차지했다. 제3회 몽백합배 세계 바둑 오픈전 본선 64강에 진출하여 미위팅을 이겨 본선 32강에 올라갔지만 판윈뤄에게 져서 탈락했다.2020년 1월, 7단으로 승단했다.